# Apache Batik

Scalable Vector Graphics (SVG) で記述されたベクトル画像

Apache Batik（アパッチ・バティック）は、Scalable Vector Graphics (SVG) で記述されたベクトル画像を、描画、生成、編集するために使うことができる、Javaのライブラリであり、Apache XML Graphicsプロジェクトにより開発されている。Apacheライセンスによるオープンソースのソフトウェアである。SVGは、2次元のベクトル画像を記述するためのXMLに準拠したマークアップ言語である。
このライブラリの名前は、バティック (インドネシア、マレーシア特産のろうけつ染め) に由来する。

## 概要
Apache Batikは、次の機能を提供する複数の核となるモジュールを提供する。
- SVG画像データを描画する。
- SVG画像データを編集・修整する。
- SVG画像データを何らかのラスタ画像形式に変換する。PNG、JPEG、TIFFなどの形式への変換が可能である。
- Windows Metafile (WMF) 形式の画像をSVG画像データに変換する ( Windows Metafile の形式は、Windows のアプリケーションソフトウェアで使われるベクトル画像の形式である) 。
- SVG画像データでのスクリプティングとユーザイベントを管理する。

Batik の配布物には、すぐに使うことができるSquiggleという名称のSVGブラウザが同梱されている。このSVGブラウザは、先述のモジュールを利用している。
Apache Batik は、現在ある SVG 1.1 ライブラリのなかで標準仕様に最も忠実に準拠したライブラリの1つである。 
最新の 1.7beta1 バージョン  は、2007年3月30日に公開されたが、SVGアニメーション機能をほぼ完全に実装しており、SVG 1.2 2004年10月下旬の作業ドラフトで規定しているいくつかの機能も実装している。